# Sylwester Zych
Sylwester Zych (ur. 19 maja 1950 w Ostrówku, zm. 11 lipca 1989 w Krynicy Morskiej) – polski duchowny rzymskokatolicki, uczestnik ruchu opozycyjnego w PRL.

## Życiorys

### Młodość
Urodził się we wsi Ostrówek. Mieszkał w Lipinkach, chodził do szkół w Duczkach i Zielonce. W wieku 20 lat wstąpił do warszawskiego Seminarium Duchownego. Ukończył je w 1977. W działalności duszpasterskiej zajmował się głównie młodzieżą.
W drugiej połowie lat 70. zainicjował akcję wieszania krzyży w szkołach i przedszkolach w Tłuszczu. Następnie popierał NSZZ „Solidarność”, eksponując osobę przewodniczącego. Krytykował też wprowadzenie stanu wojennego.

### Sprawa zabójstwa sierżanta Karosa
Po zamachu na sierżanta MO Zdzisława Karosa i znalezieniu na plebanii kościoła św. Anny w Grodzisku Mazowieckim – broni (pistolet), która została wcześniej odebrana funkcjonariuszowi przez zabójców, ksiądz Zych został oskarżony o próbę obalenia siłą ustroju PRL i przynależność do organizacji zbrojnej. Po procesie, został skazany przez Sąd Warszawskiego Okręgu Wojskowego na karę 4 lat pozbawienia wolności, którą Sąd Najwyższy, na wniosek prokuratury, zaostrzył do 6 lat. W mediach natomiast generał Czesław Kiszczak sugerował, że zabójstwa dokonano przy pomocy księdza Zycha.
Przetrzymywany był w ciężkich warunkach. W areszcie był poniżany i upokarzany, wielokrotnie grożono mu pewną śmiercią po wyjściu na wolność. W mokotowskim więzieniu dzielił jedną celę z Leszkiem Moczulskim, któremu opowiadał o groźbach ze strony nieznanych mu funkcjonariuszy MSW. Informacje te Moczulski przekazał swemu obrońcy, mec. Edwardowi Wende. W wyniku pobytu w areszcie bardzo pogorszył się jego stan zdrowia. Został zwolniony z więzienia w 1986.
Po wyjściu z więzienia ksiądz Zych twierdził, że był śledzony przez służbę bezpieczeństwa. Często otrzymywał anonimy z groźbami śmierci oraz telefony z wyzwiskami. Do Antoniego Grabarczyka powiedział nawet Czuję, że nie pożyję już długo. Kilka razy został pobity przez nieznanych sprawców. W roku 1987 spisał swój testament.
Został kapelanem okręgu warszawskiego Konfederacji Polski Niepodległej i występował jako kurier w poufnych sprawach tej partii. 4 lutego 1989 odprawił mszę świętą przed III Kongresem KPN.
W marcu 1989 został napadnięty przez trzech mężczyzn, którzy, trzymając go, usiłowali wlać mu do gardła wódkę. Napastników spłoszył nadjeżdżający samochód.

### Śmierć

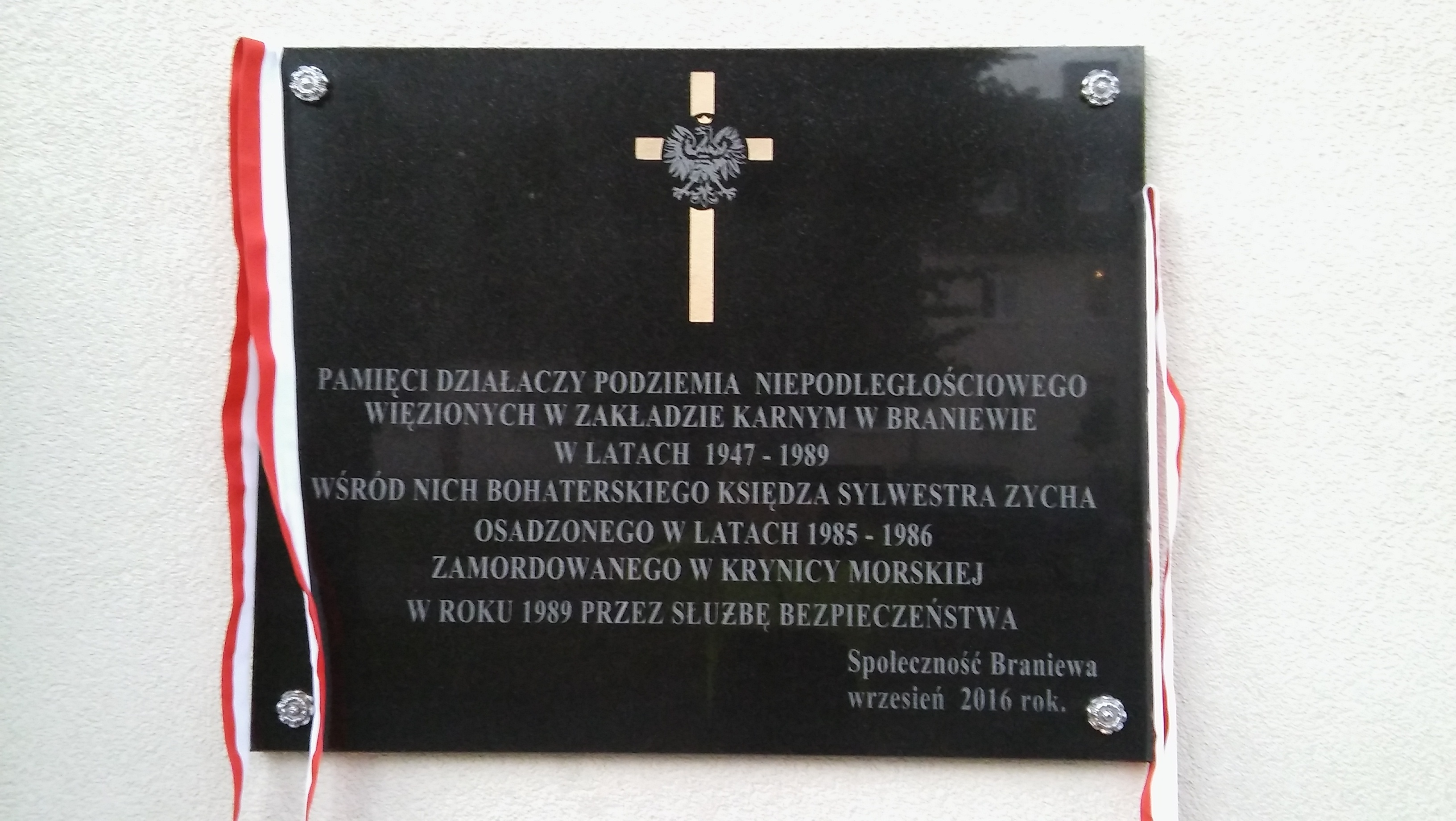
Płyta pamiątkowa w Braniewie

W nocy 11 lipca 1989 jego zwłoki zostały znalezione przy dworcu PKS w Krynicy Morskiej. Zwłoki były ubrane inaczej niż ksiądz przed zaginięciem. W trakcie autopsji na ciele zostały zidentyfikowane liczne obrażenia, w tym pręgi z tyłu głowy, być może spowodowane uderzeniami pałki.
Po rozpoznaniu zwłok, pracownik TVP w Gdańsku, Witold Gołębiowski, dostał osobiste polecenie Jerzego Urbana, aby udać się do Krynicy Morskiej i nakręcić reportaż „o księdzu, który się zapił na śmierć” oraz nagrać wypowiedzi świadków.
Komunistyczna propaganda przedstawiła księdza w jak najgorszym świetle. W reportażu wypowiadają się dwaj barmani oraz kelnerka – pracownicy klubu „Riviera”. Twierdzą oni, że w nocy zabójstwa podali księdzu, wraz z jakimś współtowarzyszem, po 10 stugramowych drinków na osobę. Według wersji przedstawionej przez władze PRL, ksiądz po wypiciu litra wódki opuścił lokal i zmarł kilkaset metrów dalej. W klubie oprócz trójki pracowników wypowiadającej się w reportażu nikt nie zauważył obecności księdza Zycha. Mężczyzny, który miał towarzyszyć księdzu w klubie, nigdy nie przesłuchano.
15 września 1989 prokuratura prowadząca śledztwo w sprawie śmierci zwróciła się do ministra spraw wewnętrznych o dostarczenie teczki założonej księdzu w 1974 roku. Trzy dni później ministerstwo powołało sześcioosobową komisję do zniszczenia owej teczki, a prokuraturze odpowiedziało, że ksiądz nigdy nie był obiektem inwigilacji służb. Śledztwo prokuratorskie zostało umorzone w 1993 roku.
Sprawę zgonów księży: Stefana Niedzielaka, Stanisława Suchowolca i Sylwestra Zycha omówiła Senacka Komisja Praw Człowieka i Praworządności. Stwierdzono, że „złożone wyjaśnienia potwierdzają fakt stosowania przez funkcjonariuszy IV Departamentu MSW bezprawnych, a nawet przestępczych działań przeciwko duchownym”. Sugerowano związek Służby Bezpieczeństwa ze śmiercią Zycha.
Został pochowany na cmentarzu w Kobyłce.
O śmierci ks. Zycha opowiada film dokumentalny „Zwłoki nieznane” w reżyserii Roberta Kaczmarka z 1998 roku.
Prokurator IPN Tomasz Jankowski stwierdził w 2020 roku: "Zgromadzony (...) materiał dowodowy nie doprowadził do ujawnienia okoliczności świadczących o udziale funkcjonariuszy państwa komunistycznego w spowodowaniu śmierci ks. Stanisława Suchowolca, ks. Stefana Niedzielaka oraz ks. Sylwestra Zycha, w związku z czym stwierdzono, iż brak jest podstaw do podjęcia na nowo umorzonych postępowań przygotowawczych dotyczących śmierci pokrzywdzonych".

## Odznaczenia
Pośmiertnie został odznaczony przez prezydenta RP na uchodźstwie, Ryszarda Kaczorowskiego, Złotym Krzyżem Zasługi z Mieczami, a przez prezydenta Lecha Kaczyńskiego Krzyżem Komandorskim Orderu Odrodzenia Polski (2009). W 2022 został pośmiertnie odznaczony Krzyżem Wolności i Solidarności.